# مقرن بن عبدالعزیز آل سعود
مقرن بن عبدالعزیز بن عبدالرحمن بن فیصل بن ترکی بن عبدالله بن محمد بن سعود بن محمد آل مقرن بن محمد بن مقرن آل سعود (زادهٔ ۱۵ سپتامبر ۱۹۴۵ میلادی)، ولیعهد سابق عربستان سعودی، سی‌وپنجمین و کوچک‌ترین فرزند ملک عبدالعزیز است. وی پیش از بندر بن سلطان، رئیس سرویس اطلاعاتی خارجیِ عربستان سعودی بود.

## زندگی‌نامه
شاهزاده مقرن در ۱۵ سپتامبر سال ۱۹۴۵ متولد شد و تحصیلات اولیه خود را در مرکز نمونه پایتخت آغاز کرد و پس از آن زندگی حرفه‌ای خود را با درجه افسری در نیروی هوایی عربستان شروع کرد تا اینکه در سال ۱۹۸۰ بازنشسته شد. وی بیشتر عمر خود را صرف کسب تخصص در زمینه پروازهای نظامی کرده و در همین راستا به نیروی هوایی عربستان پیوست و در سال ۱۹۶۸ با درجه کمک خلبانی در رشته خلبانی در انگلیس فارغ‌التحصیل شد و پس از آن در سال ۱۹۷۴ تحصیلات خود را در دوره ستاد و فرماندهی آمریکا ادامه داد و مدرک دیپلم دریافت کرد و پس از آن نیز به عنوان معاون مدیر عملیات هوایی و رئیس بخش برنامه‌ریزی و عملیات نیروی هوایی عربستان تعیین شد. شاهزاده مقرن پس از بازنشستگی در سال ۱۹۸۰ به عنوان امیر منطقه حایل برگزیده شد و تا ۲۰۰۰ در این منصب بود و پس از آن نیز به عنوان امیر منطقه مدینه منوره تعیین و تا سال ۲۰۰۵ عهده‌دار این منصب بود و بعد از آن نیز به عنوان رئیس دستگاه اطلاعات عربستان و جانشین شاهزاده نواف بن عبدالعزیز تعیین شد.
در تاریخ ۱۹ ژوئیه ۲۰۱۲ نیز به عنوان مشاور ملک عبدالله بن عبد العزیز و فرستاده ویژه وی و در اول فوریه ۲۰۱۳ نیز به عنوان معاون دوم نخست وزیر منصوب گشت.

### دوران کوتاه ولایتعهدی
مقرن فقط ۳ ماه ولیعهد عربستان بود.
مقرن پس از درگذشت ملک عبدالله، ازسوی سلمان بن عبدالعزیز ولیعهد ملک عبدالله و پادشاه فعلی عربستان سعودی به ولایت‌عهدی منصوب شد. اما چند ماه بعد در ۲۸ آوریل ۲۰۱۵ طی فرمانی توسط ملک سلمان از ولایتعهدی برکنار شده و جای خود را به برادرزاده خود محمد بن نایف آل سعود داد. در حکم ملک سلمان اشاره شده که این بر کناری به درخواست خود شاهزاده مقرن بوده. محمد بن نایف آل سعود پیش از این جانشین ولیعهد بود.

## فرزندان
مقرن بن عبدالعزیز ۱۳ فرزند دارد.
منصور بن مقرن، فرماندار استان عسیر که در جریان سقوط هلی‌کوپتر در ۵ نوامبر ۲۰۱۷ کشته‌شد.